# Ogulnius pullus
Ogulnius pullus är en spindelart som beskrevs av Friedrich Wilhelm Bösenberg och Embrik Strand 1906. Ogulnius pullus ingår i släktet Ogulnius och familjen strålspindlar. Inga underarter finns listade i Catalogue of Life.